# I dannati dell'oceano
I dannati dell'oceano (The Docks of New York) è un film muto del 1928 diretto da Josef von Sternberg.
Nel 1999 è stato scelto per la conservazione nel National Film Registry della Biblioteca del Congresso degli Stati Uniti.

## Trama
Il fuochista di navi Bill ottiene un giorno libero con il resto dell'equipaggio e si dirige verso un bar sul molo di New York. Sulla strada vede Mae affogare e salta in acqua per salvare la ragazza. Dopo che la ragazza si è ripresa, dice di aver tentato il suicidio perché era al verde. Dopo aver passato tutta la sera a bere, Bill si ubriaca e decide di sposare Mae, e fa chiamare subito un pastore per celebrare la cerimonia. Tutti sospettano che partirà con la nave il giorno successivo in modo che la licenza matrimoniale non abbia seguito, ma anche così il matrimonio viene validato.

## Produzione
Il film fu prodotto dallo stesso regista von Sternberg per la Paramount Pictures. Manager generale (direttore di produzione): B.P. Schulberg.

## Distribuzione
Distribuito dalla Paramount Pictures, il film uscì nelle sale cinematografiche statunitensi il 29 settembre 1928, presentato da Jesse L. Lasky e da Adolph Zukor.

### Date di uscita
IMDb
- USA	16 settembre 1928	 (New York City, New York)
- USA	29 settembre 1928
- Austria	1929
- Germania	1929
- Portogallo	19 novembre 1929
- Finlandia	2 dicembre 1929
- Argentina	9 novembre 2008	 (Mar del Plata Film Festival)

Alias
- The Docks of New York  	USA (titolo originale)
- Die Docks von New-York	Austria / Germania
- Los muelles de Nueva York   	Argentina / Spagna
- As Docas de Nova Iorque	Portogallo
- I dannati dell'oceano	Italia
- Im Hafen von New York 	Germania Ovest (titolo TV)
- Les damnés de l'océan	Francia
- New York kikötöi	Ungheria
- O moiraios heimarros	Grecia
- Yö satamassa	  Finlandia
- Zycie zaczyna sie jutro   	Polonia